# 老人と海 (1958年の映画)
『老人と海』（ろうじんとうみ、The Old Man and the Sea）は、1958年のアメリカ合衆国のドラマ映画。監督はジョン・スタージェス、出演はスペンサー・トレイシーなど。アーネスト・ヘミングウェイの同名の小説をピーター・ヴィアテルが脚色。
第31回アカデミー賞で作曲のディミトリ・ティオムキンがアカデミー作曲賞を受賞した。

## キャスト
| 役名             | 俳優                   | 日本語吹替 | 日本語吹替 | 日本語吹替 |
| 役名             | 俳優                   | テレビ版1  | テレビ版2  | テレビ版3  |
| ---------------- | ---------------------- | ---------- | ---------- | ---------- |
| 老人             | スペンサー・トレイシー | 清水将夫   | 早野寿郎   | 観世栄夫   |
| ナレーション     | スペンサー・トレイシー | 小沢栄太郎 |            |            |
| 少年             | フェリッペ・パゾス     |            | 佐瀬陽一   |            |
| マーティン       | ハリー・ビレーヴァー   |            |            |            |
| カフェのマスター | ドン・ダイアモンド     |            |            |            |

- 字幕版翻訳
  - 高瀬鎮夫(日本初公開版)[5]
  - 小川政弘(16ミリ、お座敷興行版)[5]
  - 宍戸 正(DVD版)[5][6]
  - 加納礼子(プレミアムシネマ版)[7]
- テレビ版1：初回放送1967年8月12日『劇映画』20:00-21:27[8]
- テレビ版2：初回放送1974年8月10日『土曜映画劇場』
  - 演出：中村昌記、制作：有村放送プロモーション

## 製作
当初、フレッド・ジンネマンが監督を務めていたが降板し、ジョン・スタージェスに代わった。また当初製作費は200万ドルであったが、「適切な魚の映像を探す」ために500万ドルにまで上昇した。2005年2月のCNNの記事によると、アーサー・ヴィトマーが考案したブルースクリーン合成技術を初めて使った作品の1つである。